# NGC 1538
NGC 1538 is een spiraalvormig sterrenstelsel in het sterrenbeeld Eridanus. Het hemelobject werd in 1886 ontdekt door de Amerikaanse astronoom Ormond Stone.

## Synoniemen
- IC 2047
- PGC 941480
- NPM1G -13.0171